# Cyrtodactylus
Cyrtodactylus es un género de gecos pertenecientes a la familia Gekkonidae. Son especies principalmente nocturnas y terrestres. Se encuentran en el sur de Asia, en Indonesia, en África y en muchas islas de la zona (Filipinas, por ejemplo).

## Especies

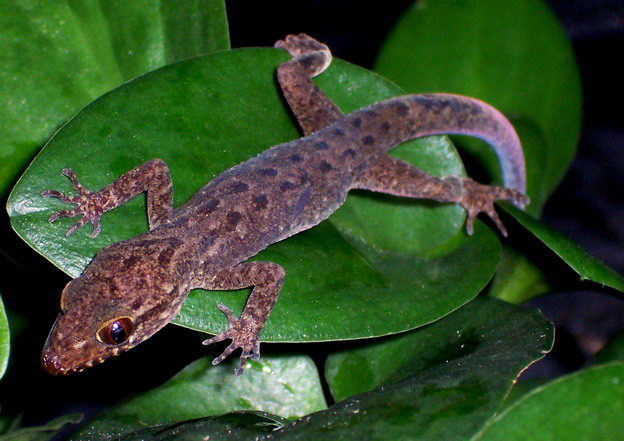
Cyrtodactylus marmoratus

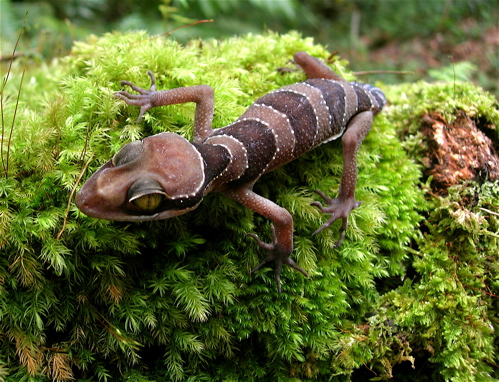
Cyrtodactylus pulchellus

Se reconocen las 269 especies siguientes:
- Cyrtodactylus aaronbaueri Purkayastha, Lalremsanga, Bohra, Biakzuala, Decemson, Muansanga, Vabeiryureilai, Chauhan & Rathee, 2021[3]
- Cyrtodactylus aaroni Günther & Rösler, 2003.
- Cyrtodactylus adleri Das, 1997.
- Cyrtodactylus adorus Shea, Couper, Wilmer & Amey, 2011.
- Cyrtodactylus aequalis Bauer, 2003.
- Cyrtodactylus agamensis (Bleeker, 1860).
- Cyrtodactylus agarwali Purkayastha, Lalremsanga, Bohra, Biakzuala, Decemson, Muansanga, Vabeiryureilai, Chauhan & Rathee, 2021[3]
- Cyrtodactylus agusanensis (Taylor, 1915).
- Cyrtodactylus albofasciatus (Boulenger, 1885).
- Cyrtodactylus angularis (Smith, 1921).
- Cyrtodactylus annandalei Bauer, 2003.
- Cyrtodactylus annulatus (Taylor, 1915).
- Cyrtodactylus arcanus Oliver, Richards & Sistrom, 2012.
- Cyrtodactylus astrum Grismer, Wood Jr, Quah, Anuar, Muin, Sumontha, Ahmad, Bauer, Wangkulangkul, Grismer & Pauwels, 2012.
- Cyrtodactylus aurensis Grismer, 2005.
- Cyrtodactylus auribalteatus Sumontha, Panitvong & Deein, 2010.
- Cyrtodactylus australotitiwangsaensis Grismer, Wood Jr, Quah, Anuar, Muin, Sumontha, Ahmad, Bauer, Wangkulangkul, Grismer & Pauwels, 2012.
- Cyrtodactylus arndti  Ngo, Hormann, Le, Pham, Phung, Do, Ostrowski, Nguyen & Ziegler, 2023.[4]
- Cyrtodactylus ayeyarwadyensis Bauer, 2003.
- Cyrtodactylus ayunpaensis Nguyen, Ha, Murdoch, J. L. Grismer, L. L. Grismer & Luu, 2025[5]
- Cyrtodactylus awalriyantoi Ahda, Nugraha, Hon Tjong, Kurniawan, Amardi, Fauzi & Lin, 2023.[6]
- Cyrtodactylus badenensis Nguyen, Orlov & Darevsky, 2007.
- Cyrtodactylus baluensis (Mocquard, 1890).
- Cyrtodactylus barailensis Boruah, Narayanan, Deepak & Das, 2024[7]
- Cyrtodactylus bansocensis Luu, Nguyen, Le, Bonkowst & Ziegler, 2016.
- Cyrtodactylus batik Iskandar, Rachmansah & Umilaela, 2011.
- Cyrtodactylus batucolus Grismer, Chan, Grismer, Wood & Belabut, 2008.
- Cyrtodactylus belanegara Riyanto, Hikmah, Amarasinghe, Abinawanto & Hamidy, 2024[8]
- Cyrtodactylus bengkhuaiai Purkayastha, Lalremsanga, Bohra, Biakzuala, Decemson, Muansanga, Vabeiryureilai, Chauhan & Rathee, 2021[3]
- Cyrtodactylus bichnganae Tri & Grismer, 2010.
- Cyrtodactylus bidoupimontis Nazarov, Poyarkov, Orlov, Phung, Nguyen, Hoang & Ziegler, 2012.
- Cyrtodactylus bintangrendah Grismer, Wood Jr, Quah, Anuar, Muin, Sumontha, Ahmad, Bauer, Wangkulangkul, Grismer & Pauwels, 2012.
- Cyrtodactylus bintangtinggi Grismer, Wood Jr, Quah, Anuar, Muin, Sumontha, Ahmad, Bauer, Wangkulangkul, Grismer & Pauwels, 2012.
- Cyrtodactylus biordinis Brown & Mccoy, 1980.
- Cyrtodactylus bobrovi Nguyen, Le, Van Pham, Ngo, Hoang, The Pham & Ziegler, 2015.
- Cyrtodactylus boreoclivus Oliver, Krey, Mumpuni & Richards, 2011.
- Cyrtodactylus brevidactylus Bauer, 2002.
- Cyrtodactylus brevipalmatus (Smith, 1923).
- Cyrtodactylus borgattaorum Tran, Lam, T. M. N. Nguyen, N. T. Nguyen, T. T. P. Nguyen, Smith, V. D. H. Nguyen & Grismer, 2024.[9]
- Cyrtodactylus buchardi David, Teynié & Ohler, 2004.
- Cyrtodactylus bugiamapensis Nazarov, Poyarkov, Orlov, Phung, Nguyen, Hoang & Ziegler, 2012.
- Cyrtodactylus caixitaoi Liu, Rao, Hou, Wang & Ananjeva, 2023[10]
- Cyrtodactylus camortensis Chandramouli, 2020.[11]
- Cyrtodactylus caovansungi Orlov, Quang Truong, Nazarov, Ananjeva & Ngoc Sang, 2007.
- Cyrtodactylus capreoloides Rösler, Richards & Günther, 2007.
- Cyrtodactylus cattienensis Geissler, Nazarov, Orlov, Böhme, Phung, Nguyen & Ziegler, 2009.
- Cyrtodactylus cavernicolus Inger & King, 1961.
- Cyrtodactylus celatus Kathriner, Bauer, O'Shea, Sanchez & Kaiser, 2014.
- Cyrtodactylus chengodumalaensis Agarwal, Umesh, Das, Bauer & Khandekar, 2023.[12]
- Cyrtodactylus chanhomeae Bauer, Sumontha & Pauwels, 2003.
- Cyrtodactylus chauquangensis Quang, Orlov, Ananjeva, Johns, Ngoc Thao & Quang Vinh, 2007.
- Cyrtodactylus chrysopylos Bauer, 2003.
- Cyrtodactylus chumuensis Ngo, Hormann, Le, Pham, Phung, Do, Ostrowski, Nguyen & Ziegler, 2023.[4]
- Cyrtodactylus collegalensis (Beddome, 1870).
- Cyrtodactylus condorensis (Smith, 1921).
- Cyrtodactylus consobrinoides (Annandale, 1905).
- Cyrtodactylus consobrinus (Peters, 1871).
- Cyrtodactylus cracens Batuwita & Bahir, 2005.
- Cyrtodactylus cryptus Heidrich, Rösler, Thanh, Böhme & Ziegler, 2007.
- Cyrtodactylus cucdongensis Schneider, Phung, Le, Nguyen & Ziegler, 2014.
- Cyrtodactylus cucphuongensis Ngo & Onn, 2011.
- Cyrtodactylus darevskii Nazarov, Poyarkov, Orlov, Nguyen, Milto, Martynov, Konstantinov & Chulisov, 2014.
- Cyrtodactylus darmandvillei (Weber, 1890).
- Cyrtodactylus dati Ngo Van Tri, 2013.
- Cyrtodactylus deccanensis (Günther, 1864).
- Cyrtodactylus denticulatus Chomdej, Suwannapoom, Pradit, Phupanbai & Grismer, 2023.[13]
- Cyrtodactylus derongo Brown & Parker, 1973.
- Cyrtodactylus deveti (Brongersma, 1948).
- Cyrtodactylus disjunctus Grismer, Pawangkhanant, Idiiatullina, Trofimets, Nazarov, Suwannapoom & Poyarkov, 2023.[14]
- Cyrtodactylus doisuthep Kunya, Panmongkol, Pauwels, Sumontha, Meewasana, Bunkhwamdi & Dangsri, 2014.
- Cyrtodactylus dumnuii Bauer, Kunya, Sumontha, Niyomwan, Pauwels, Chanhome & Kunya, 2010.
- Cyrtodactylus durio Grismer, Anuar, Quah, Muin, Onn, Grismer & Ahmad, 2010.
- Cyrtodactylus edwardtaylori Batuwita & Bahir, 2005.
- Cyrtodactylus eisenmanae Ngo Van Tri, 2008.
- Cyrtodactylus elok Dring, 1979.
- Cyrtodactylus epiroticus Kraus, 2008.
- Cyrtodactylus equestris Oliver, Richards, Mumpuni & Rösler, 2016.
- Cyrtodactylus erythrops Bauer, Kunya, Sumontha, Niyomwan, Panitvong, Pauwels, Chanhome & Kunya, 2009.
- Cyrtodactylus fasciolatum (Blyth, 1861).
- Cyrtodactylus feae (Boulenger, 1893).
- Cyrtodactylus fraenatus (Günther, 1864).
- Cyrtodactylus fumosus (Müller, 1895).
- Cyrtodactylus gansi Bauer, 2003.
- Cyrtodactylus gonjong Nugraha, Ahda, Tjong, Kurniawan, Riyanto, Fauzi & Lin, 2023.[15]
- Cyrtodactylus gordongekkoi (Das, 1994).
- Cyrtodactylus grismeri Ngo Van Tri, 2008.
- Cyrtodactylus guakanthanensis Grismer, Belabut, Quah, Onn, Wood & Hasim, 2014.
- Cyrtodactylus gubaot Welton, Siler, Linkem, Diesmos & Brown, 2010.
- Cyrtodactylus gubernatoris (Annandale, 1913).
- Cyrtodactylus gunungsenyumensis Grismer, Wood, Anuar, Davis, Cobos & Murdoch, 2016.
- Cyrtodactylus halmahericus (Mertens, 1929).
- Cyrtodactylus hangvaensis Duong, L. V. Vu, H. T. Vu, Mulcahy, Bragin, Poyarkov & Grismer, 2024[16]
- Cyrtodactylus hikidai Riyanto, 2012.
- Cyrtodactylus himachalensis Bhardwaj, Purkayastha, Lalremsanga & Mirza, 2025.[17]
- Cyrtodactylus hontreensis Ngo, Grismer & Grismer, 2008.
- Cyrtodactylus hoskini Shea, Couper, Wilmer & Amey, 2011.
- Cyrtodactylus hutchinsoni Oliver, Karkkainen & Richards, 2021.[18]
- Cyrtodactylus huongsonensis Luu, Nguyen, Do & Ziegler, 2011.
- Cyrtodactylus huynhi Ngo & Bauer, 2008.
- Cyrtodactylus ingeri Hikida, 1990.
- Cyrtodactylus interdigitalis Ulber, 1993.
- Cyrtodactylus intermedius (Smith, 1917).
- Cyrtodactylus inthanon Kunya, Sumontha, Panitvong, Dongkumfu, Sirisamphan & Pauwels, 2015.
- Cyrtodactylus irianjayaensis Rösler, 2001.
- Cyrtodactylus irregularis (Smith, 1921).
- Cyrtodactylus irulaorum Agarwal, Thackeray & Khandekar, 2023.[19]
- Cyrtodactylus jaegeri Luu, Calame, Bonkowski, Nguyen & Ziegler, 2014.
- Cyrtodactylus jambangan Welton, Siler, Diesmos & Brown, 2010.
- Cyrtodactylus jarakensis Grismer, Chan, Grismer, Wood & Belabut, 2008.
- Cyrtodactylus jarujini Ulber, 1993.
- Cyrtodactylus jelawangensis Grismer, Wood, Anuar, Quah, Muin, Mohamed, Onn, Sumarli, Loredo & Heinz, 2014.
- Cyrtodactylus jellesmae (Boulenger, 1897).
- Cyrtodactylus jeyporensis (Beddome, 1878).
- Cyrtodactylus kanchanadit Termprayoon, Rujirawan, Grismer & Aowphol, 2024[20]
- Cyrtodactylus karsticola Purkayastha, Lalremsanga, Bohra, Biakzuala, Decemson, Muansanga, Vabeiryureilai, Chauhan & Rathee, 2021[3]
- Cyrtodactylus kampingpoiensis Quah, L. L. Grismer, Sinovas, Chourn, Chhin, Hun, Cobos, Geissler, Ching, Murdoch, Thi, Gregory, Nguyen, Hernandez, Kaatz & J. L. Grismer, 2025[21]
- Cyrtodactylus khakahensis Hartmann, Mecke, Kiechbusch, Mader & Kaiser, 2016.
- Cyrtodactylus khammouanensis Nazarov, Poyarkov, Orlov, Nguyen, Milto, Martynov, Konstantinov & Chulisov, 2014.
- Cyrtodactylus khasiensis (Jerdon, 1870).
- Cyrtodactylus khelangensis Pauwels, Sumontha, Panitvong & Varaguttanonda, 2014.
- Cyrtodactylus khlonghatensis Ampai, Rujirawan, Yodthong, Termprayoon, Stuart & Aowphol, 2024.[22]
- Cyrtodactylus kimberleyensis Bauer & Doughty, 2012.
- Cyrtodactylus kingsadai Ziegler, Phung, Le & Nguyen, 2013.
- Cyrtodactylus kiphire Boruah, Narayanan, Deepak & Das, 2024[7]
- Cyrtodactylus klugei Kraus, 2008.
- Cyrtodactylus kunyai Pauwels, Sumontha, Keeratikiat & Phanamphon, 2014.
- Cyrtodactylus laevigatus Darevsky, 1964.
- Cyrtodactylus laevis Ma, Wang & Jiang, 2024[23]
- Cyrtodactylus langkawiensis Grismer, Wood Jr, Quah, Anuar, Muin, Sumontha, Ahmad, Bauer, Wangkulangkul, Grismer & Pauwels, 2012.
- Cyrtodactylus lateralis (Werner, 1896).
- Cyrtodactylus leegrismeri Chan & Norhayati, 2010.
- Cyrtodactylus lekaguli Grismer, Wood Jr, Quah, Anuar, Muin, Sumontha, Ahmad, Bauer, Wangkulangkul, Grismer & Pauwels, 2012.
- Cyrtodactylus lomyenensis Ngo Van Tri & Pauwels, 2010.
- Cyrtodactylus loriae (Boulenger, 1897).
- Cyrtodactylus louisiadensis (De Vis, 1892).
- Cyrtodactylus luci Tran, Do, Pham, Phan, Ngo, Le, Ziegler & Nguyen, 2024[24]
- Cyrtodactylus macrotuberculatus Grismer & Ahmad, 2008.
- Cyrtodactylus majulah Grismer, Wood & Lim, 2012.
- Cyrtodactylus malayanus (De Rooij, 1915).
- Cyrtodactylus malcolmsmithi (Constable, 1949).
- Cyrtodactylus mamanwa Welton, Siler, Linkem, Diesmos & Brown, 2010.
- Cyrtodactylus mandalayensis Mahony, 2009.
- Cyrtodactylus manipurensis Boruah, Narayanan, Deepak & Das, 2024[7]
- Cyrtodactylus markuscombaii (Darevsky, Helfenberger, Orlov & Shah, 1998).
- Cyrtodactylus marmoratus Gray, 1831.
- Cyrtodactylus martini Ngo Van Tri, 2011.
- Cyrtodactylus martinstolli (Darevsky, Helfenberger, Orlov & Shah, 1998).
- Cyrtodactylus matsuii Hikida, 1990.
- Cyrtodactylus mcdonaldi Shea, Couper, Wilmer & Amey, 2011.
- Cyrtodactylus meesookae Sumontha, Panitvong, Kunya, Donbundit, W. Suthanthangjai, M. Suthanthangjai, Phanamphon & Pauwels, 2024[25]
- Cyrtodactylus medioclivus Oliver, Richards & Sistrom, 2012.
- Cyrtodactylus mamberamo Oliver, Boothroyd, Tjaturadi, Riyanto, Iskandar & Richards, 2024[26]
- Cyrtodactylus metropolis Grismer, Wood, Onn, Anuar & Muin, 2014.
- Cyrtodactylus mimikanus (Boulenger, 1914).
- Cyrtodactylus minor Oliver & Richards, 2012.
- Cyrtodactylus multiporus Nazarov, Poyarkov, Orlov, Nguyen, Milto, Martynov, Konstantinov & Chulisov, 2014.
- Cyrtodactylus murua Kraus & Allison, 2006.
- Cyrtodactylus namdaphaensis Boruah, Narayanan, Deepak & Das, 2024[7]
- Cyrtodactylus nangunhe Liu, Li, Duan, Hou & Rao, 2025[27]
- Cyrtodactylus nebulosus (Beddome, 1870).
- Cyrtodactylus nepalensis (Schleich & Kästle, 1998).
- Cyrtodactylus ngepensis Bohra, Zonunsanga, Das, Purkayastha, Biakzuala y Lalremsangae, 2022.[28]
- Cyrtodactylus nicobaricus Chandramouli, 2020.[11]
- Cyrtodactylus ngengpuiensis Boruah, Narayanan, Lalronunga, Deepak & Das, 2024[7]
- Cyrtodactylus nigriocularis Nguyen, Orlov & Darevsky, 2007.
- Cyrtodactylus novaeguineae (Schlegel, 1837).
- Cyrtodactylus nuaulu Oliver, Edgar, Mumpuni, Iskandar & Lilley, 2009.
- Cyrtodactylus oldhami (Theobald, 1876).
- Cyrtodactylus otai Nguyen, Le, Van Pham, Ngo, Hoang, The Pham & Ziegler, 2015.
- Cyrtodactylus pageli Schneider, Nguyen, Schmitz, Kingsada, Auer & Ziegler, 2011.
- Cyrtodactylus panitvongi Pauwels, Chotjuckdikul, Donbundit, Sumontha & Meesook, 2024[29]
- Cyrtodactylus pantiensis Grismer, Chan, Grismer, Wood & Belabut, 2008.
- Cyrtodactylus papilionoides Ulber & Grossmann, 1991.
- Cyrtodactylus papuensis (Brongersma, 1934).
- Cyrtodactylus paradoxus (Darevsky & Szczerbak, 1997).
- Cyrtodactylus payacola Johnson, Quah Anuar, Muin, Wood, Grismer, Greer, Onn, Ahmad, Bauer & Grismer, 2012.
- Cyrtodactylus pecelmadiun Riyanto, Sidik, Hamidy, Grismer & Abinawanto, 2025.[30]
- Cyrtodactylus peguensis (Boulenger, 1893).
- Cyrtodactylus peninsularis L. L. Grismer, Kaatz, J. L. Grismer, Nguyen, Grergory, P. L. Wood, Murdoch, Anuar, Onn, Muin, Pawangkhanant, Suwannapoom, Poyarkov & Quah, 2025.[31]
- Cyrtodactylus petani Riyanto, Grismer & Wood, 2015.
- Cyrtodactylus phamiensis L. L. Grismer, Aowphol, J. L. Grismer, Aksornneam, Quah, Murdoch, Gregory, Nguyen, Kaatz, Bringsøe & Rujirawan, 2024[32]
- Cyrtodactylus phetchaburiensis Pauwels, Sumontha & Bauer, 2016.
- Cyrtodactylus philippinicus (Steindachner, 1867).
- Cyrtodactylus phongnhakebangensis Ziegler, Rösler, Herrmann & Thanh, 2003.
- Cyrtodactylus phuketensis Sumontha, Pauwels, Kunya, Nitikul, Samphanthamit & Grismer, 2012.
- Cyrtodactylus phuocbinhensis Nguyen, Le, Tran, Orlov, Lathrop, Macculloch, Le, Jin, Nguyen, Nguyen, Hoang, Che, Murphy & Zhang, 2013.
- Cyrtodactylus phuquocensis Tri, Grismer & Grismer, 2010.
- Cyrtodactylus pronarus Shea, Couper, Wilmer & Amey, 2011.
- Cyrtodactylus psarops Harvey, O'Connell, Barraza, Riyanto, Kurniawan & Smith, 2015.
- Cyrtodactylus pseudoquadrivirgatus Rösler, Nguyen, Vu, Ngo & Ziegler, 2008.
- Cyrtodactylus pubisulcus Inger, 1958.
- Cyrtodactylus puhuensis Nguyen, Yang, Thi Le, Nguyen, Orlov, Hoang, Nguyen, Jin, Rao, Hoang, Che, Murphy & Zhang, 2014.
- Cyrtodactylus pulchellus Gray, 1827.
- Cyrtodactylus quadrivirgatus Taylor, 1962.
- Cyrtodactylus ramboda Batuwita & Bahir, 2005.
- Cyrtodactylus ranongensis Sumontha, Pauwels,panitvong, Kunya & Grismer, 2015.
- Cyrtodactylus redimiculus King, 1962.
- Cyrtodactylus regicavernicolus Chhin, Neang, Chan, Kong, Ou, ..., Chhim, Stuart & Grismer, 2024[33]
- Cyrtodactylus relictus Agarwal, Thackeray & Khandekar, 2023.[19]
- Cyrtodactylus rex Oliver, Richards, Mumpuni & Rösler, 2016.
- Cyrtodactylus robustus Kraus, 2008.
- Cyrtodactylus roesleri Ziegler, Nazarov, Orlov, Nguyen, Vu, Dang, Dinh & Schmitz, 2010.
- Cyrtodactylus rosichonariefi Riyanto, Grismer & Wood, 2015.
- Cyrtodactylus rubidus (Blyth, 1861).
- Cyrtodactylus rufford Luu, Calame, Nguyen, Le, Bonkowski & Ziegler, 2016.
- Cyrtodactylus russelli Bauer, 2003.
- Cyrtodactylus sadleiri (Wells & Wellington, 1985).
- Cyrtodactylus saiyok Panitvong, Sumontha, Tunprasert & Pauwels, 2014.
- Cyrtodactylus sakaeratensis Ampai & Rujirawan, 2025[34]
- Cyrtodactylus salomonensis Rösler, Richards & Günther, 2007.
- Cyrtodactylus samroiyot Pauwels & Sumontha, 2014.
- Cyrtodactylus sanook Pauwels, Sumontha, Latinne & Grismer, 2013.
- Cyrtodactylus semenanjungensis Grismer & Leong, 2005.
- Cyrtodactylus semiadii Riyanto, Bauer & Yudha, 2014.
- Cyrtodactylus semicinctus Harvey, O'Connell, Barraza, Riyanto, Kurniawan & Smith, 2015.
- Cyrtodactylus seribuatensis Youmans & Grismer, 2006.
- Cyrtodactylus sermowaiensis (De Rooij, 1915).
- Cyrtodactylus serratus Kraus, 2007.
- Cyrtodactylus sharkari Grismer, Wood, Anuar, Quah, Muin, Mohamed, Onn, Sumarli, Loredo & Heinz, 2014.
- Cyrtodactylus shivalikensis Bhardwaj, Purkayastha, Lalremsanga & Mirza, 2025.[17]
- Cyrtodactylus siangensis Boruah, Narayanan, Aravind, Deepak & Das, 2024.[7]
- Cyrtodactylus slowinskii Bauer, 2002.
- Cyrtodactylus soba Batuwita & Bahir, 2005.
- Cyrtodactylus soudthichaki Luu, Calame, Nguyen, Bonkowski & Ziegler, 2015.
- Cyrtodactylus spelaeus Nazarov, Poyarkov, Orlov, Nguyen, Milto, Martynov, Konstantinov & Chulisov, 2014.
- Cyrtodactylus spinosus Linkem, Mcguire, Hayden, Setiadi, Bickford & Brown, 2008.
- Cyrtodactylus stresemanni Rösler & Glaw, 2008.
- Cyrtodactylus subsolanus Batuwita & Bahir, 2005.
- Cyrtodactylus sumonthai Bauer, Pauwels & Chanhome, 2002.
- Cyrtodactylus sumuroi Welton, Siler, Linkem, Diesmos & Brown, 2010.
- Cyrtodactylus sungaiupe Termprayoon, Rujirawan, Grismer, Wood & Aowphol, 2023.[35]
- Cyrtodactylus surin Chan-Ard & Makchai, 2011.
- Cyrtodactylus sworderi (Smith, 1925).
- Cyrtodactylus thalang Grismer, Pawangkhanant, Bragin, Trofimets, Nazarov, Suwannapoom & Poyarkov, 2024[36]
- Cyrtodactylus thathomensis Nazarov, Pauwels, Konstantinov, Chulisov, Orlov & Poyarkov, 2018.[37]
- Cyrtodactylus takouensis Ngo & Bauer, 2008.
- Cyrtodactylus tamaiensis (Smith, 1940).
- Cyrtodactylus tautbatorum Welton, Siler, Diesmos & Brown, 2009.
- Cyrtodactylus taynguyenensis Nguyen, Le, Tran, Orlov, Lathrop, Macculloch, Le, Jin, Nguyen, Nguyen, Hoang, Che, Murphy & Zhang, 2013.[38]
- Cyrtodactylus tebuensis Grismer, Anuar, Muin, Quah & Wood, 2013.
- Cyrtodactylus teyniei David, Nguyen, Schneider & Ziegler, 2011.
- Cyrtodactylus thirakhupti Pauwels, Bauer, Sumontha & Chanhome, 2004.
- Cyrtodactylus thochuensis Ngo Van Tri & Grismer, 2012.
- Cyrtodactylus thongphaphumensis Grismer, Rujirawan, Chomdej, Suwannapoom, Yodthong, Aksornneam & Aowphol, 2023.[39]
- Cyrtodactylus thuongae Phung, Van Schingen, Ziegler & Nguyen, 2014.
- Cyrtodactylus tibetanus (Boulenger, 1905).
- Cyrtodactylus tigroides Bauer, Sumontha & Pauwels, 2003.
- Cyrtodactylus timur Grismer, Wood, Anuar, Quah, Muin, Mohamed, Onn, Sumarli, Loredo & Heinz, 2014.
- Cyrtodactylus tiomanensis Das & Lim, 2000.
- Cyrtodactylus triedrus (Günther, 1864).
- Cyrtodactylus trilatofasciatus Grismer, Wood Jr, Quah, Anuar, Muin, Sumontha, Ahmad, Bauer, Wangkulangkul, Grismer & Pauwels, 2012.
- Cyrtodactylus tripartitus Kraus, 2008.
- Cyrtodactylus tuberculatus (Lucas & Frost, 1900).
- Cyrtodactylus vairengtensis Lalremsanga, Colney, Vabeiryureilai, Malsawmdawngliana, Bohra, Biakzuala, Muansanga, Das & Purkayastha, 2023.[40]
- Cyrtodactylus variegatus (Blyth, 1859).
- Cyrtodactylus vilaphongi Schneider, Nguyen, Duc Le, Nophaseud, Bonkowski & Ziegler, 2014.
- Cyrtodactylus wakeorum Bauer, 2003.
- Cyrtodactylus wallacei Hayden, Brown, Gillespie, Setiadi, Linkem, Iskandar, Umilaela, Bickford, Riyanto, Mumpuni & Mcguire, 2008.
- Cyrtodyactylus wangkhramensis Termprayoon, Rujirawan, Grismer, Wood & Aowphol, 2023.[35]
- Cyrtodyactylus wangkulangkulae Sumontha, Pauwels, Suwannakarn, Nutatheera & Sodob, 2014.
- Cyrtodactylus wayakonei Nguyen, Kingsada, Rösler, Auer & Ziegler, 2010.
- Cyrtodactylus wetariensis (Dunn, 1927).
- Cyrtodactylus wiboonatthapoli Sumontha, Panitvong, Kunya, Donbundit, W. Suthanthangjai, M. Suthanthangjai, Phanamphon & Pauwels, 2024[25]
- Cyrtodactylus yakhuna (Deraniyagala, 1945).
- Cyrtodactylus yangbayensis Tri & Onn, 2010.
- Cyrtodactylus yoshii Hikida, 1990.
- Cyrtodactylus zhaoermii Shi & Zhao, 2010.
- Cyrtodactylus ziegleri Nazarov, Orlov, Nguyen & Ho, 2008.
- Cyrtodactylus zugi Oliver, Tjaturadi, Mumpuni, Krey & Richards, 2008.